# Försäkringsbranschens Arbetsgivareorganisation
Försäkringsbranschens Arbetsgivareorganisation (FAO) är försäkringsbranschens centrala arbetsgivarpart i kollektivavtalsfrågor. Med arbetstagarorganisationerna FTF respektive Jusek, Civilekonomernas Riksförbund och Sveriges Ingenjörer sluter FAO kollektivavtal om bland annat löner och allmänna anställningsvillkor. FAO biträder också medlemsföretagen vid lösandet av tvister med anställda och/eller arbetstagarorganisationer, utbildar medlemsföretagens representanter i bland annat arbetsrätt, insamlar årligen underlag för lönestatistik med mera.
FAO ingår i Svensk Försäkring i samverkan. VD är Christina Lindenius. 